# Canton de Vitrey-sur-Mance
Le canton de Vitrey-sur-Mance est un ancien canton français situé dans le département de la Haute-Saône et la région Franche-Comté.

## Géographie
Ce canton, le plus petit et, selon son dernier conseiller général, sans doute le moins peuplé avec ses 2 118 habitants, était organisé autour de Vitrey-sur-Mance dans l'arrondissement de Vesoul. Son altitude varie de 222 m (Rosières-sur-Mance) à 447 m (Bourguignon-lès-Morey) pour une altitude moyenne de 291 m.

## Administration

### Conseillers d'arrondissement (de 1833 à 1940)
| Période                                  | Période | Identité                      | Étiquette          | Qualité |
| ---------------------------------------- | ------- | ----------------------------- | ------------------ | --- |
| 1833                                     | 1839    | Jean Paul Régnier (1778-1856) |                    | Propriétaire à Ouge                                                                                         |
| 1839                                     | 1848    | M. Bouillerot                 |                    | Juge de paix à Vitrey                                                                                       |
|                                          |         |                               |                    | |
|                                          | 1880    | Jules Emmanuel Champreux      |                    | Propriétaire à Cintrey                                                                                      |
|                                          |         |                               |                    | |
| 1919                                     | 1925    | Gaston Bouveret               | Rad.               | Agriculteur, maire de Betoncourt-les-Ménétriers                                                             |
| 1925                                     | 1931    | Charles Bel                   | Union républicaine | Vétérinaire à Vitrey-sur-Mance                                                                              |
| 1931                                     | 1934    | Marcel Rousselot              | URD                | Voyageur de commerce à Ouge                                                                                 |
| 2 décembre 1934                          | 1940    | Armand Royer (1883-1958)      | URD                | Horloger, maire de La Quarte                                                                                |
| 1940                                     |         |                               |                    | Les conseils d'arrondissement ont été suspendus par la loi du 12 octobre 1940 et n'ont jamais été réactivés |
| Les données manquantes sont à compléter. |         |                               |                    | |

### Conseillers généraux de 1833 à 2015
| Période | Période      | Identité                                             | Étiquette   | Qualité |
| ------- | ------------ | ---------------------------------------------------- | ----------- | --- |
| 1833    | 1852         | Charles Auguste Leroy de Lisa                        |             | Ancien officier de cavalerie Ancien sous-préfet de Toulon Ancien maire de Vesoul (1830→1832) Maire de Chauvirey-le-Châtel |
| 1852    | 1866 (décès) | Marie Antoine Alphonse Faivre du Bouvot de Chauvirey |             | Ancien garde du corps de Ferdinand VII Roi d'Espagne Maire de Chauvirey-le-Vieil                                          |
| 1866    | 1871         | Claude Decaen                                        |             | Général de division |
| 1871    | 1880         | Charles Faivre du Bouvot de Chauvirey                | Droite      | Propriétaire, Maire de Chauvirey-le-Vieil (1866 → 1879 et 1895) Fils d'Alphonse du Bouvot                                 |
| 1880    | 1910         | Armand Marichal                                      | Rad.        | Notaire - Maire de Vitrey-sur-Mance                                                                                       |
| 1910    | 1928         | Aster Baissey                                        | Droite      | Vétérinaire - Maire de Morey                                                                                              |
| 1928    | 1934         | Gaston About                                         | URD         | Ancien employé aux chemins de fer de l'Est Député de la Haute-Saône (1919 → 1932)                                         |
| 1934    | 1940         | Marcel Rousselot                                     | URD         | Voyageur de commerce à Ouge, conseiller d'arrondissement                                                                  |
|         |              |                                                      |             | |
| 1943    | 1945         | Armand Royer                                         | URD         | Horloger Conseiller d'arrondissement, maire de La Quarte Nommé conseiller départemental en 1943                           |
|         |              |                                                      |             | |
| 1945    | 1951         | Auguste Gulot                                        | Rad.        | Cultivateur Maire de Malvillers                                                                                           |
| 1951    | 1964         | Albert Henri Berthiaux (1898-1983)                   | RPF puis RI | Cultivateur à Vitrey-sur-Mance                                                                                            |
| 1964    | 1994         | Lucien Royer (1912-1995, fils d'A.Royer)             | RI puis UDF | Entrepreneur de travaux publics à La Quarte                                                                               |
| 1994    | 2008         | Charles Multon                                       | RPR         | Chauffeur des travaux publics Maire de Molay (1968 → 2008)                                                                |
| 2008    | 2015         | Serge Deroy                                          | UMP         | Artisan Maire de La Quarte (1972 → 2014)                                                                                  |

## Composition
| Fresne Scey Dampierre Champlitte Champagney Faucogney Lux St-Sauveur Mélisey Rioz Marnay Gy Autrey Gray Montbozon Saulx Port-s-Saône Combeauf. Vitrey Jussey Vauvillers St-Loup Amance Lure-Nord Lure-Sud Villersexel V.E. V.O. Noroy H.O. H.E. Pesmes |

Le canton de Vitrey-sur-Mance groupe 19 communes et compte 2 225 habitants (recensement de 1999 sans doubles comptes).
| Nom                          | Code Insee | Intercommunalité             | Population (dernière pop. légale) |
| ---------------------------- | ---------- | ---------------------------- | --------------------------------- |
| Vitrey-sur-Mance (chef-lieu) | 70572      | CC des Hauts du Val de Saône | 272 (2014)                        |
| Betoncourt-sur-Mance         | 70070      | CC des Hauts du Val de Saône | 37 (2014)                         |
| Bourguignon-lès-Morey        | 70089      | CC des Hauts du Val de Saône | 50 (2014)                         |
| Charmes-Saint-Valbert        | 70135      | CC des Hauts du Val de Saône | 50 (2014)                         |
| Chauvirey-le-Châtel          | 70143      | CC des Hauts du Val de Saône | 120 (2014)                        |
| Chauvirey-le-Vieil           | 70144      | CC des Hauts du Val de Saône | 32 (2014)                         |
| Cintrey                      | 70153      | CC des Hauts du Val de Saône | 104 (2014)                        |
| Lavigney                     | 70298      | CC des Hauts du Val de Saône | 126 (2014)                        |
| Malvillers                   | 70329      | CC des Hauts du Val de Saône | 66 (2014)                         |
| Molay                        | 70350      | CC des Hauts du Val de Saône | 67 (2014)                         |
| Montigny-lès-Cherlieu        | 70362      | CC des Hauts du Val de Saône | 169 (2014)                        |
| Montigny-lès-Cherlieu        | 70362      | CC des Hauts du Val de Saône | 169 (2014)                        |
| La Roche-Morey               | 70373      | CC des Hauts du Val de Saône | 269 (2014)                        |
| Ouge                         | 70400      | CC des Savoir-Faire          | 113 (2014)                        |
| Preigney                     | 70423      | CC des Hauts du Val de Saône | 111 (2014)                        |
| La Quarte                    | 70430      | CC des Savoir-Faire          | 59 (2014)                         |
| La Rochelle                  | 70450      | CC des Savoir-Faire          | 42 (2014)                         |
| Rosières-sur-Mance           | 70454      | CC des Hauts du Val de Saône | 68 (2014)                         |
| Saint-Marcel                 | 70468      | CC des Hauts du Val de Saône | 99 (2014)                         |
| Vernois-sur-Mance            | 70548      | CC des Hauts du Val de Saône | 149 (2014)                        |

## Démographie
| 1962  | 1968  | 1975  | 1982  | 1990  | 1999  | 2006  | 2011  | 2012  |
| ----- | ----- | ----- | ----- | ----- | ----- | ----- | ----- | ----- |
| 3 841 | 3 414 | 2 941 | 2 647 | 2 334 | 2 225 | 2 149 | 2 123 | 2 101 |